# Orthogonius himalayicus
Orthogonius himalayicus is een keversoort uit de familie van de loopkevers (Carabidae). De wetenschappelijke naam van de soort is voor het eerst geldig gepubliceerd in 2005 door Tian & Deuve.